# La TV dei 100 e uno
La TV dei 100 e uno è stato un programma televisivo italiano di varietà, andato in onda in prima serata su Canale 5 dal 15 al 29 marzo 2023, ideato e condotto da Piero Chiambretti.

## Il programma
Il programma, ideato e condotto da Piero Chiambretti, ha avuto per protagonisti 100 bambini di età compresa tra i 6 e gli 11 anni che hanno messo in mostra i loro talenti attraverso performance musicali e non solo, dibattono sui temi di attualità e interagivano con personaggi dello spettacolo.
Inizialmente, il programma doveva intitolarsi La carica dei 100 e uno (dove uno sta per il conduttore), ma per evitare il riferimento e per precauzione da parte di Mediaset che ha voluto evitare la citazione del celebre film d'animazione della Disney, il programma è stato intitolato La TV dei 100 e uno.

## Edizioni
| Edizione | Anno | Conduzione        | Periodo       | Periodo       | Puntate | Regia        | Studio                                                         |
| Edizione | Anno | Conduzione        | Inizio        | Fine          | Puntate | Regia        | Studio                                                         |
| -------- | ---- | ----------------- | ------------- | ------------- | ------- | ------------ | -------------------------------------------------------------- |
| 1ª       | 2023 | Piero Chiambretti | 15 marzo 2023 | 29 marzo 2023 | 3       | Massimo Fusi | Studio 20 del Centro di produzione Mediaset di Cologno Monzese |

## Puntate e ascolti

### Prima edizione (2023)
La prima ed unica edizione de La TV dei 100 e uno è andata in onda ogni mercoledì in prima serata su Canale 5 dal 15 al 29 marzo 2023 per tre puntate con la conduzione di Piero Chiambretti, dallo studio 20 del Centro di produzione Mediaset di Cologno Monzese. I casting si sono svolti a Firenze il 15 e il 16 settembre e il 19 ottobre e a Bologna il 20 e il 21 settembre 2022.
| Puntata | Messa in onda | Ascolti        | Ascolti | Ospiti                                                                              |
| Puntata | Messa in onda | Telespettatori | Share   | Ospiti                                                                              |
| ------- | ------------- | -------------- | ------- | ----------------------------------------------------------------------------------- |
| 1       | 15 marzo 2023 | 2 197 000      | 16,00%  | Paolo Bonolis, Michelle Hunziker, Sfera Ebbasta                                     |
| 2       | 22 marzo 2023 | 1 693 000      | 12,60%  | Ezio Greggio, Enzo Iacchetti, Vittorio Sgarbi, Belén Rodríguez, Elettra Lamborghini |
| 3       | 29 marzo 2023 | 1 777 000      | 13,40%  | Gerry Scotti, Paolo Crepet, Max Angioni                                             |
| Media   | Media         | 1 889 000      | 14,00%  |                                                                                     |

## Audience
| Edizione | Rete televisiva | Anno | Stagione          | Programmazione | Programmazione | Programmazione | Programmazione | Programmazione | Programmazione | Programmazione | Collocazione | Media auditel  | Media auditel | Premiere       | Premiere | Finale         | Finale |
| Edizione | Rete televisiva | Anno | Stagione          | L              | M              | M              | G              | V              | S              | D              | Collocazione | Telespettatori | Share         | Telespettatori | Share    | Telespettatori | Share  |
| -------- | --------------- | ---- | ----------------- | -------------- | -------------- | -------------- | -------------- | -------------- | -------------- | -------------- | ------------ | -------------- | ------------- | -------------- | -------- | -------------- | ------ |
| 1ª       | Canale 5        | 2023 | inverno-primavera |                |                |                |                |                |                |                | Prima serata | 1 889 000      | 14,00%        | 2 197 000      | 16,00%   | 1 777 000      | 13,40% |